# Oxytorus woolleyi
Oxytorus woolleyi är en stekelart som beskrevs av Dmitriy R. Kasparyan och Ruiz-cancino 2000. Oxytorus woolleyi ingår i släktet Oxytorus och familjen brokparasitsteklar. Inga underarter finns listade i Catalogue of Life.